# Yli-Kisosjärvi
Yli-Kisosjärvi eller Kisosjärvi är en sjö i Finland. Den ligger i kommunen Taivalkoski i landskapet Norra Österbotten, i den centrala delen av landet, 600 km norr om huvudstaden Helsingfors. Yli-Kisosjärvi ligger 228,7 meter över havet. Den är 9 meter djup. Arean är 92,9 hektar och strandlinjen är 8,82 kilometer lång. Sjön  ingår i Ijo älvs huvudavrinningsområde. 